# Zofia Wyszkowska
Zofia Wyszkowska (ur. 1952) – polska inżynier, ekonomistka, dr hab. nauk ekonomicznych, profesor uczelni Katedry Organizacji i Zarządzania Wydziału Zarządzania Uniwersytetu Technologiczno-Przyrodniczego im. Jana i Jędrzeja Śniadeckich w Bydgoszczy i Katedry Zdrowia Publicznego Wydziału Nauk o Zdrowiu Uniwersytetu Mikołaja Kopernika Collegium Medicum im. Ludwika Rydygiera w Bydgoszczy.

## Życiorys
W 1976 ukończyła studia rolnicze na Akademii Techniczno-Rolnicza w Bydgoszczy. Doktoryzowała się w 1983 w Szkole Głównej Gospodarstwa Wiejskiego w Warszawie. Obroniła pracę doktorską, 26 stycznia 1998 habilitowała się na podstawie pracy zatytułowanej Wybrane elementy wskaźnikowej analizy finansowej na przykładzie przedsiębiorstw rolniczych. Otrzymała nominację profesorską. Została zatrudniona na stanowisku profesora w Katedrze Ekonomiki, Organizacji i Zarządzania w Gospodarce Żywnościowej na Wydziale Rolniczym Uniwersytetu Technologiczno-Przyrodniczego im. Jana i Jędrzeja Śniadeckich w Bydgoszczy, Bydgoskiej Szkole Wyższej w Bydgoszczy, a także w Kujawskiej-Pomorskiej Szkole Wyższej w Bydgoszczy.
Objęła funkcję profesor nadzwyczajnej w Katedrze Zdrowia Publicznego na Wydziale Nauk o Zdrowiu Uniwersytetu Mikołaja Kopernika Collegium Medicum im. Ludwika Rydygiera w Bydgoszczy, oraz w Katedrze Organizacji i Zarządzania na Wydziale Zarządzania Uniwersytetu Technologiczno-Przyrodniczego im. Jana i Jędrzeja Śniadeckich w Bydgoszczy. Jest kierowniczką Katedry Organizacji i Zarządzania i była dziekanem na Wydziale Zarządzania Uniwersytetu Technologiczno-Przyrodniczego im. Jana i Jędrzeja Śniadeckich w Bydgoszczy.
Piastowała stanowisko członkini w Komitecie Ekonomii Rolnictwa i Rozwoju Obszarów Wiejskich na I Wydziale Nauk Humanistycznych i Społecznych, Komitetu Ekonomiki Rolnictwa na II Wydziale Nauk Biologicznych i Rolniczych i Komitetu Ekonomiki Rolnictwa na V Wydziale Nauk Rolniczych, Leśnych i Weterynaryjnych Polskiej Akademii Nauk. Wśród wypromowanych przez nią doktorów znalazła się, m.in. Małgorzata Gotowska (2008).
W 2011 została odznaczona Srebrnym Krzyżem Zasługi.